# Patrick Valéry
Patrick Valéry est un footballeur français né le 3 juillet 1969 à Brignoles. Il était défenseur.

## Biographie
Il a notamment joué 183 matchs en Ligue 1 avec l'AS Monaco.
Il a été l'entraîneur des U19 de l'ÉF Bastia et s'est occupé des U17 du FC Calvi. Lors de la saison 2014/2015, il est l'adjoint de Samuel Michel comme entraîneur de l'Amiens SC. Il s'engage avec le FC Champagnole (DH Franche-Comté) pour la saison 2015/2016.

## Carrière
- 1984- oct. 1995 :  AS Monaco (183 matchs en D1, 14 matchs en C1, 12 matchs et 1 but en C2, 7 matchs en C3)
- → oct. 1995-1996 :  Toulouse FC (prêt, 7 matchs en D2)
- 1996-1997 :  SC Bastia (30 matchs en D1)
- 1997-1998 :  Blackburn Rovers (15 matchs en PL)
- 1998-2001 :  SC Bastia (66 matchs en D1)
- 2001-2002 :  Aris FC (en D1)[2]

## Palmarès
- Champion de France en 1988 avec l'AS Monaco
- Vainqueur de la Coupe de France en 1991 avec l'AS Monaco
- Finaliste de la Coupe d'Europe des Vainqueurs de Coupe en 1992 avec l'AS Monaco
- Vice-champion de France en 1991 et en 1992 avec l'AS Monaco
- Finaliste de la Coupe de France en 1989 avec l'AS Monaco